# در دشت‌های فلاندرز (مجموعه تلویزیونی)
در دشت‌های فلاندرز (عنوان اصلی در هلندی: In Vlaamse velden — عنوان انگلیسی: In Flanders Field) یک مجموعه تلویزیونی درام جنگی ۲۰۱۴ بلژیکی به زبان هلندی (یکی از زبان‌های رسمی بلژیک با ۵۹٪ گویشور بومی در کنار فرانسوی با ۴۰٪ و آلمانی ۱٪) است که در ۱۰ قسمت ۵۰-دقیقه از ژانویه ۲۰۱۴ تا مارس ۲۰۱۴ هر هفته یک قسمت توسط شبکه Eén متعلق به VRT پخش‌شد.
فیلمبرداری آن از ۲۰ اوت تا ۳۰ نوامبر ۲۰۱۲ و از اواسط مارس تا اواسط ژوئن ۲۰۱۳ در مکان‌های گوناگون در بلژیک انجام‌شد.
تا سپتامبر ۲۰۲۲ این مجموعه میانگین امتیاز ۷.۵ از ۱۰ توسط ۱۰۰۰ کاربر در بانک اطلاعات اینترنتی فیلم‌ها (IMDb) را کسب کرد و نقدهای آن مثبت بودند.
در ایران این مجموعه توسط شبکه چهار از اواخر شهریور ۱۴۰۱ با همین عنوان پخش شد.

## داستان
این مجموعه زندگی یک خانواده بلژیکی شامل یک دختر جوان و دو بردار جوان او که در آن جنگ سرباز هستند و والدین ثروتمند و فرهیخته آن‌ها طی جنگ جهانی اول در بلژیک در تمام چهار سال این جنگ را روایت می‌کند.
دو پسر این خانواده بلژیکی هر دو به جنگ می‌روند یکی با رغبت و دیگری به اجبار و دختر خانواده که آرزو دارد مانند پدر پزشک شود تلاش می‌کند به عنوان پرستار در جبهه خدمت کند اما حوادث به گونه دیگری رقم می‌خورند.